# Радіаційна, хімічна і бактеріологічна розвідка

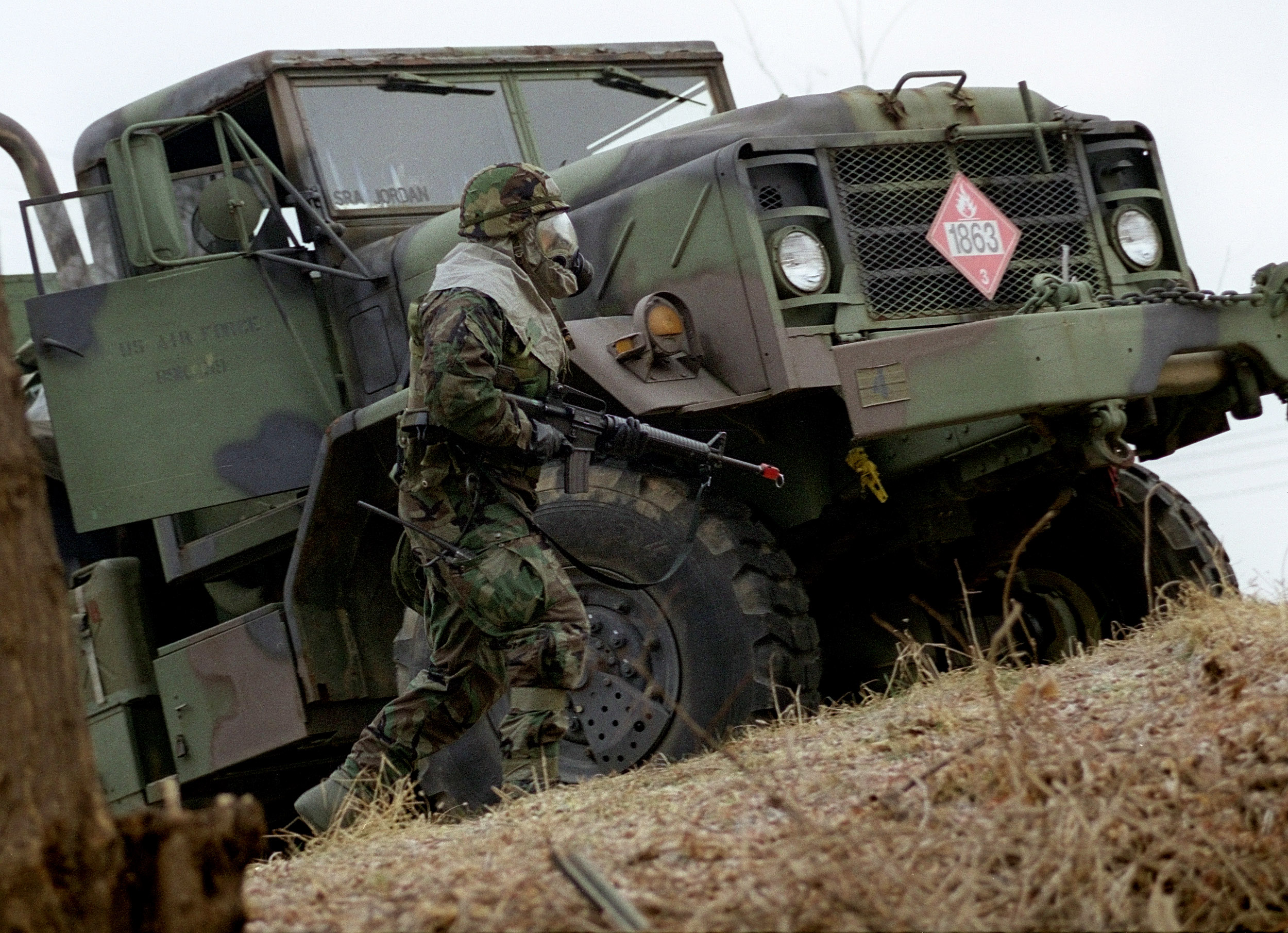
Тренування в розвідки можливого застосування ЗМУ в США. 7 січня 1999

Радіаційна, хімічна і бактеріологічна розвідка (РХБ розвідка) — у військовій справі — вид розвідувального забезпечення військ, комплекс заходів радіаційного, хімічного і біологічного захисту (РХБ захисту), який організується і проводиться для отримання даних про факт, масштаби, характер РХБ зараження. Ці дані використовуються для оцінки фактичної РХБ обстановки і визначення порядку і способів використання індивідуальних і колективних засобів захисту.

## Зміст РХБ розвідки
Завданнями РХБ розвідки є:
- визначення наявності та меж районів радіоактивного, хімічного і біологічного (бактеріологічного) забруднення навколишнього середовища;
- визначення потужності доз випромінювання, типу отруйних, токсичних хімічних речовин та наявності біологічних засобів та їх концентрацій;
- виявлення напрямів (маршрутів, районів) з найменшими потужностями доз випромінювання;
- проведення відбору проб для специфічної індикації (ідентифікації) в лабораторіях військ РХБ захисту, медичної, ветеринарно-санітарної та інженерної служб.

Вони виконуються частинами (підрозділами) наземної та повітряної РХБ розвідки, а також спеціально підготовленими відділеннями (розрахунками, екіпажами) підрозділів всіх родів військ, спеціальних військ і тилу. Підрозділи РХБ розвідки виконують свої завдання дозорами РХБ розвідки або постами РХБ спостереження в призначених районах, на маршрутах пересування військових частин і з'єднань, шляхах підвозу і евакуації до моменту заняття (проходу) цих районів військами.
Для ведення РХБ розвідки на маршрутах руху військ, шляхах підвезення і евакуації, військово-автомобільних дорогах залучаються комендантські пости регулювання руху.
Повітряна РХБ розвідка місцевості ведеться авіаційними частинами (підрозділами) РХБ розвідки, а також вертольотами (літаками) з підготовленими для цих цілей льотними екіпажами. Їм призначаються райони і маршрути для ведення розвідки, аеродроми базування і посадочні майданчики.
Радіаційне, хімічне та біологічне спостереження у пунктах постійної дислокації чи районах тимчасового розміщення з'єднань, військових частин, установ організується і ведеться в рамках функціювання Єдиної системи виявлення та оцінки масштабів і наслідки застосування зброї масового ураження і аварій (руйнувань) на радіаційно, хімічно та біологічно небезпечних об'єктах.
Метою РХБ спостереження є встановлення фактів радіаційного, хімічного і біологічного зараження, оповіщення штабів, військових частин і підрозділів про РХБ зараження і прийняття оперативних заходів захисту особового складу від впливу радіоактивних, отруйних, інших токсичних хімічних речовин і біологічних засобів.
Для ведення РХБ спостереження обладнується стаціонарний пост радіаційного, хімічного і біологічного спостереження (ПРХБН).